# Protomerulius brasiliensis
Protomerulius brasiliensis är en svampart som beskrevs av Möller 1895. Protomerulius brasiliensis ingår i släktet Protomerulius, ordningen Auriculariales, klassen Agaricomycetes, divisionen basidiesvampar och riket svampar.   Inga underarter finns listade i Catalogue of Life.